# Ферровиарио (футбольный клуб, Форталеза)
«Ферровиа́рио» (порт. Ferroviário Atlético Clube) — бразильский футбольный клуб из города Форталеза. В переводе с португальского название клуба означает «Железнодорожник». 

## История
Клуб основан 9 мая 1933 года, домашние матчи проводит на стадионе «Элзир Кабрал». «Ферровиарио», девять раз выиграв чемпионат штата Сеара, является третьим по титулованности клубом штата после явных лидеров — «Сеары» и «Форталезы».
В 2019—2022 годах «железнодорожники» выступали в Серии C Бразилии. По итогам 2022 года команда заняла 19-е (предпоследнее) место и вылетела в Серию D.

## Достижения
- Чемпион штата Сеара (9): 1945, 1950, 1952, 1968, 1970, 1979, 1988, 1994, 1995
- Чемпион Серии D Бразилии (1): 2018
- Финалист Кубка Нордесте (1): 1971